# Метал-халогена сијалица
Метал-халогена сијалица је тип сијалица са пражњењем у гасу која користи електрични лук кроз мешавину живиних и метал-халогених (једињења метала са халогеним елементима бромом и јодом) пара. Метал-халогене сијалице су развијене током 1960-их. По принципу рада сличне су живиним сијалицама, али садрже додатна метал-халогена једињења у горионику, који побољшавају ефикасност и приказ боја.
Сијалица се састоји од горионика направљеног од кварцног стакла или керамике у којој су затворене паре и електрични лук, који је обухваћен већим стакленим балоном који је обложен слојем да филтрира ултраљубичасту светлост коју производи сијалица. Метал-халогене сијалице раде на притиску од 4 до 20 атмосфера од живиних пара уз додатни мали притисак паре од метал-халогена. Јони метала производе највећи удео светлости сијалице. Ове сијалице захтевају период загревања од неколико минута да би достигле пуну светлост, као и упаљаче и електричне пригушнице.
Метал-халогене сијалице имају светлосну ефикасност од 75-115 lm/W, што је отприлике два пута боље од живиних сијалица и око 3 до 5 пута боље од обичних инкандесцентних сијалица. Радни век сијалице је од 6.000 до 15.000 сати што представља ману јер живина има 24000 сати радни век.Метал халогена и живина сијалица не дају константну јачину светла тј. са годинама туба црни и смањује се количина светла.Дају јаку белу светлост. Метал-халогене сијалице се користе за осветљење отворених трговачких, индустријских и јавних површина, као што су паркинзи, спортски терени, фабрике и продавнице због доброг приказа боја као и јачине светла.Слабије се користе на улицама јер дају бљештаву белу светлост, али и због слабе видљивости у магли.